# اندیس قله فیروز
قله فیروز یک اندیس فلزی است که در حوالی شهر بشرویه استان یزد قرار دارد و مادهٔ معدنی موجود در آن، مس است.  